# Diocèse de Kangding

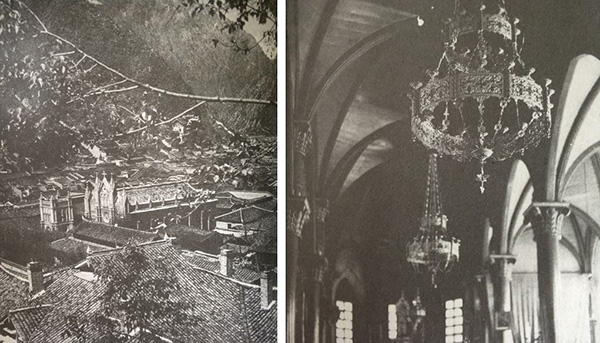
L'ancienne cathédrale du Sacré-Cœur de Kangding, démolie pendant la révolution culturelle.

Le diocèse de Kangding (en latin: Diocoesis Camtimensis, autrefois diocèse de Kan-tin) est un diocèse de l'Église catholique au Sichuan, suffragant de l'archidiocèse de Chongqing, dont le siège se trouve dans la ville de Kangding (connue autrefois comme Ta-tsien-lou), dans le Sichuan. Il a été administré dès l'origine par les missionnaires français des Missions étrangères de Paris. Le siège est actuellement vacant et la cathédrale a été détruite pendant la révolution culturelle.

## Historique

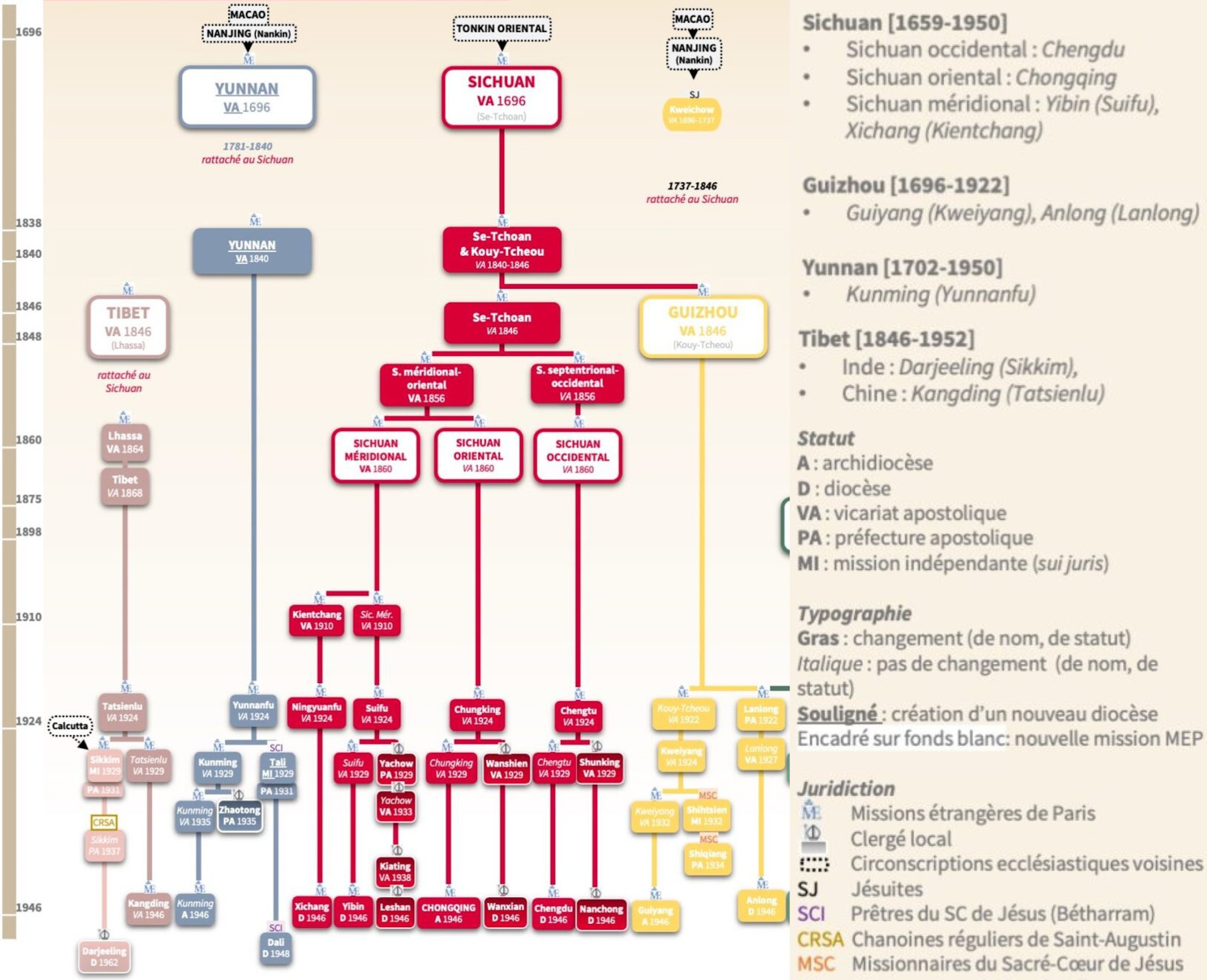
Généalogie de la juridiction des Missions étrangères de Paris au Sichuan, ainsi que ses trois rattachements : Tibet, Yunnan et Guizhou.

Cette région montagneuse a été longtemps fermée aux missionnaires étrangers, cependant une préfecture apostolique du Tibet (Thibet à l'époque) est érigée en 1846, dont la région actuelle de Kangding fait partie. Elle est renommée vicariat apostolique de Lhassa en 1856, recevant la partie occidentale du territoire du vicariat apostolique du Sétchouan (Sichuan aujourd'hui). L'évangélisation est confiée aux prêtres français de la société des Missions étrangères de Paris. Le vicariat change de nom le 28 juillet 1868, et devient le vicariat apostolique du Thibet. Il change encore de nom, en 1924, à l'époque de la république de Chine, devenant le vicariat apostolique de Tan-tsien-lou.
Il cède une portion nord de son territoire, le 15 février 1929, qui devient la mission sui  juris du Sikkim.
- 11 avril 1946: création du diocèse de Kangding (Can-tin) par la bulle Quotidie Nos de Pie XII[2].

## Évêques et vicaires apostoliques
- Jacques-Léon Thomine-Desmazures, mep, 17 février 1857 - 28 août 1864, également évêque titulaire de Sinope (de)
- Joseph-Marie Chauveau, mep, 9 septembre 1864 - 21 décembre 1877
- Félix Biet, mep, 27 août 1878 - 9 septembre 1901
- Pierre-Philippe Giraudeau, mep, 9 septembre 1909 - 9 août 1936
- Pierre-Sylvain Valentin, mep, 9 août 1936 - 7 janvier 1962

## Statistiques

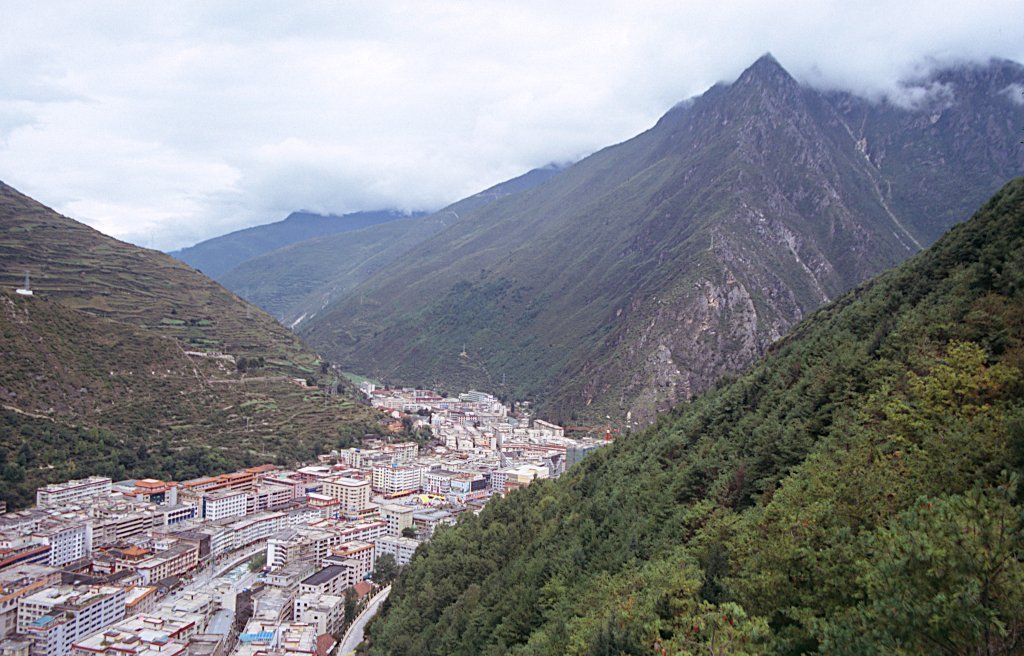
Kangding aujourd'hui

Le diocèse comprenait 5 870 catholiques en 1950, sur une population de quatre millions d'habitants, répartis dans trente-huit paroisses. On estime à environ 3 000 leur nombre aujourd'hui. Ils se réunissent dans une dizaine de stations de mission et voient en général un prêtre une ou deux fois par an, venu du Xichang voisin.